# Иванько (телесериал)
«Иванько́» — российский комедийный телесериал производства компании Good Story Media, созданный Ксенией Ворониной. Премьера состоялась 2 ноября 2020 года на телеканале ТНТ. В конце ноября того же года, сразу после завершения первого сезона, сериал продлили на второй сезон, премьера которого состоялась 18 сентября 2023 года на ТНТ и в онлайн-кинотеатре Premier. В апреле 2024 года сериал продлили на третий и заключительный сезон.

## Сюжет
Валентина Юрьевна Иванько — учительница английского языка и психолог, Настя — преподаватель танцев и тамада, Ярослава — преподаватель биологии. Героиням чуть за 30. Одна до сих пор живёт с мамой и сестрой, вторая — с ненадёжным мужчиной, с которым постоянно ссорится, третья — мать одиночка, недавно пережившая развод. По стечению обстоятельств, они знакомятся друг с другом. Каждая из женщин решает помочь подруге изменить жизнь, при этом не спрашивая, желает та этого или нет, но именно это вмешательство помогает каждой понять, что они несчастны, и с этим нужно что-то делать.

## В ролях
| Актёр               | Роль                                                           |
| ------------------- | -------------------------------------------------------------- |
| Ангелина Миримская  | Валентина Юрьевна Иванько учитель английского языка и психолог |
| Валентина Мазунина  | Анастасия Музынина преподаватель танцев и тамада               |
| Виктория Заболотная | Ярослава (Яся) Олеговна Сапрыкина учитель биологии             |
| Денис Шведов        | Макар Андреевич Королёв спонсор школы, отец Елисея             |
| Алексей Вертков     | Константин Бурылёв учитель истории, бард                       |
| Михаил Тройник      | Алексей Психов неадекватный парень Насти                       |
| Елена Шевченко      | Алла Сергеевна Иванько мама Вали и Даши                        |
| Анастасия Акатова   | Дарья (Даша) Юрьевна Иванько сестра Вали                       |
| Антон Шаврин        | Елисей Макарович Королёв ученик старших классов                |
| Алексей Ведерников  | Андрей Васильевич Сапрыкин бывший муж Ярославы                 |
| Софья Лебедева      | Наталья новая возлюбленная Сапрыкина                           |
| Артём Божутин       | Вася сын Ярославы                                              |
| Марианна Шульц      | Маргарита Павловна директор школы                              |
| Ольга Волкова       | Нина Семёновна бабушка Вали                                    |
| Вадим Демчог        | Юрий папа Даши                                                 |
| Сергей Селин        | папа Андрея                                                    |
| Наталья Павленкова  | мама Андрея                                                    |
| Дмитрий Журавлёв    | Сеня новый парень Насти (2 сезон)                              |
| Екатерина Мельник   | Лера бывшая жена Макара, мать Елисея (2 сезон)                 |
| Павел Акимкин       | зам мэра, Землянский 2 сезон                                   |

## Производство
Первоначально проект имел название «Дуры!», но продюсеры ТНТ предложили сменить на «Иванько». Сюжет сериала основан на воспоминаниях создательницы Ксении Ворониной. Прототипом для Валентины Иванько послужила сама Ксения. Пилотная серия шоу была отснята ещё в 2017 году за одну неделю. Изначально вместо Алексея Верткова роль Константина Бурылёва играл Александр Яценко. Впервые сериал был представлен публике в сентябре 2019 года в рамках фестиваля «Пилот». Лина Миримская была первой и единственной претенденткой на роль Валентины Иванько. Актриса прошла кастинг с первого раза. Также на роль Вали пробовалась Валентина Мазунина. На роль мамы Вали была утверждена Елена Шевченко по просьбе режиссёра Максима Пежемского. Также на роль пробовалась Лариса Удовиченко.
Натурные съёмки велись пару дней в Ярославле, другие сцены отсняли в Москве. Квартира Вали снималась в одном из павильонов города. Съёмки второго сезона стартовали 7 июня 2022 года и завершились 21 ноября. К составу актёров присоединились Дмитрий Журавлёв, Екатерина Мельник и Павел Акимкин. Изначально второй сезон должен был выйти в апреле 2023 года, но пост-продакшн так и не был завершён и длился до мая того же года.
8 апреля 2024 года стало известно, что третий сезон находится в разработке, в котором было объявлено, что он станет заключительным.

## Список сезонов
| Сезон | Сезон | Кол-во серий | Премьера сезона  | Финал сезона    |
| ----- | ----- | ------------ | ---------------- | --------------- |
|       | 1     | 17           | 2 ноября 2020    | 26 ноября 2020  |
|       | 2     | 21           | 18 сентября 2023 | 19 октября 2023 |
|       | 3     | TBA          | TBA              | TBA             |

## Список серий

### Сезон 1 (2020)
| № серии | Описание серии | Дата выхода серии |
| ------- | --- | ----------------- |
| 1       | Валентина Иванько работает на двух работах: ведет группу психологии и преподает английский в местной школе. Она единственный кормилец в семье: мать пенсионерка и избалованная сестра студентка живут за ее счет. Валентина уже давно безответно влюблена в своего коллегу, учителя истории Константина, и вот наконец-то мужчина зовет ее попить кофе. Но вместо долгожданного свидания, по вине сестры, Валя оказывается в полиции, где знакомится с Настей. Она - полная противоположность тихой и скромной учительницы: бойкая, хамоватая. За ночь, проведенную в камере, девушки осознают, что кое-что общее у них все же есть: полное отсутствие счастья в личной жизни. У Насти ревнивый и вспыльчивый парень Леша, который не хочет развивать их отношения и периодически поднимает на нее руку, а у Вали все время отнимает тоталитарная мать, контролирующая почти все аспекты жизни дочери. Подружившись, героини решают помочь друг другу изменить жизнь к лучшему. | 2 ноября 2020     |
| 2       | Лёха и Настя расстаются. Валя пытается вытащить её из депрессии и пристроить школьным лаборантом. По дороге на работу девушки встречают Ясю, учительницу биологии, которая только что развелась. Из-за желания помочь Насте, Валя сама оказывается на грани увольнения: в школу приезжает Леха и начинает устраивать шоу прямо под окнами, по вине Насти на уроке английского травмируется ученик. Отец мальчика Макар, очень влиятельный человек, главный спонсор школы, грозится перевести сына в другое учебное заведение. Директриса ставит Вале условие: если мальчик уйдет из школы, то ее уволят по "статье". Девушка срочно едет извиняться. У Яси отобрали права, чтобы их вернуть нужна помощь бывшего мужа, но девушка не хочет ему звонить. | 2 ноября 2020     |
| 3       | Валя просыпается с похмелья и уверена, что провела ночь с отцом ученика. Гонимая чувством стыда и профессиональной этикой, она пишет заявление об уходе. Мама Вали решает помирить Леху и Настю, чтобы избавить дочь от пагубного влияния последней. Женщина решает пробудить в парне ревность, даже не представляя к чему это приведет. Ясе срочно нужны деньги на ремонт машины. Она уговаривает Дашу взять себя на работу в ночной клуб текильщицей. Но на вечеринке оказываются неожиданные гости... | 3 ноября 2020     |
| 4       | Сапрыкин требует от Яси срочно отдать долг. В противном случае он отберет у нее сына. Женщина идет к Елисею и просит вернуть деньги. Настя считает, что Даша встречается с преподавателем за зачет. Нужно срочно спасать девочку от озабоченного старика! Костя и Валя готовят для Ярославы сюрприз на крыше залитой гудроном. | 4 ноября 2020     |
| 5       | Мама Вали пытается оградить дочь от дурного влияния Насти, в результате приходится прятаться от проституток в придорожном кафе. Яся переживает, что ее бывший муж сделал предложение своей беременной любовнице. Настя считает, что для решения проблем Вали той нужно познакомиться со своим папой. Но это оказывается гораздо сложнее, чем кажется. Макар проводит ночь с Ярославой. | 5 ноября 2020     |
| 6       | Валя не может простить матери годы обмана. Теперь, чтобы помириться, придется ехать на кладбище. Яся должна ехать с классом на тур. базу, но в последний момент отправляет их без взрослых. Это чуть не кончается катастрофой. Настя готова на все, лишь бы вернуть Леху. | 9 ноября 2020     |
| 7       | Настя ревнует Леху к Даше. Ярослава на базе разрывается между Макаром и юношеской влюбленностью Елисея. Валя едет с Костей на тур.базу к Ясе. Финал этой поездки удивит всех. | 10 ноября 2020    |
| 8       | Костя уходит в запой, Валентина постоянно вытаскивает его из передряг. Настя пытается объяснить подруге, что мужчина пользуется ее добротой и быстро забудет все хорошее, стоит ему протрезветь, но Валя не слушает. Яся потеряла ребенка, она просит Макара помочь в поисках. | 11 ноября 2020    |
| 9       | Даша просит Леху попозировать с ней для фото в соц.сетях. Настя тем временем пытается заставить парня ревновать. Сапрыкин хочет отсудить у Яси ребенка. Она бежит к Макару с просьбой помочь, но тот устал постоянно всех выручать. Придется действовать самой. Следом за Ясей к Макару приходит Валя: она не хочет больше быть для всех удобной и просит мужчину научить ее жить для себя. | 12 ноября 2020    |
| 10      | Валя сбегает после проведенной с Макаром ночи. Ей неловко объясняться с мужчиной. Но им все-таки приходится объединиться, чтобы выручить директрису. Леха не может смотреть в глаза Насте после произошедшего с Дашей. Сапрыкин решительно настроен забрать сына. Яся едет к родителям бывшего мужа за помощью. | 16 ноября 2020    |
| 11      | Леха просит Настю как можно скорее съехать на другую квартиру. Мама Вали уходит из дома. Правда, замечают это не сразу: у Вали сильная депрессия, из которой ее берется вытащить Константин. Макар обеспокоен успеваемостью сына. Яся обещает помочь мужчине убедить Елисея пойти к репетитору. Для этого ей придется помогать подростку записать трек. | 17 ноября 2020    |
| 12      | Лёха и Настя поселяются в танцклассе ДК. Валя пытается вразумить подругу, но та ничего не хочет слышать. Яся разрывается между сыном и отношениями с Макаром. Мужчине это надоедает, он не готов к отношениям, в которых присутствуют дети, обязательства и "игра в семью". Елисей ссорится с отцом из-за того, что тот, не сдержав обещания, продолжает водить любовниц в дом. После очередной ссоры с Настей, Леха опять проводит ночь с Дашей. Их застает Валя. | 18 ноября 2020    |
| 13      | Валя требует от Лехи все рассказать Насте. Но тот сначала бросает ее, а потом пьяный приходит извиняться. Валя хочет не допустить примирения: она оставляет Настю с Дашей и везет Лешу к Константину. Елисей сбегает из дома и прячется у Яси. Она решает помучить Макара и не говорит ему, где сын. | 19 ноября 2020    |
| 14      | У Вали какая-то безумная ночь! Она нужна буквально всем. Леха просит помочь ему помириться с Настей. Сестра звонит и просит срочно забрать ее из караоке, где пьяная Настя ищет Лехе замену. Костя приглашает на квартирник. Макар увозит ее на поиски сбежавшего из дома сына. Девушка не справляется: она так хочет, чтобы все были счастливы, что совершенно забыла о себе. | 23 ноября 2020    |
| 15      | Настя злится на Валю, ей трудно принять тот факт, что подруга знала все об измене Леши и молчала. Валя совсем запуталась: у нее явно есть чувства к Макару, но он не свободен, а Костя, которому девушка назначила свидание, не так уж ей и нужен. Дашу отчисляют из института. Настя берется ей помочь и ведет к врачу, чтобы выписать липовую справку для академа. Мама Вали решила обратно сойтись с бывшим мужем, несмотря на возражения дочери. Елисей шантажирует Ярославу. | 24 ноября 2020    |
| 16      | Валя встречается с Костей, но не может забыть Макара. От личных проблем ее отрывает звонок из ОБЭП. Директор школы подставила ее под статью о коррупции. Макар вызывается помочь. Но найти сбежавшую директрису совсем не просто. Надо ехать в психушку. К Ярославе возвращается бывший муж, только вот она этому совсем не рада. Даша хочет избавиться от ребенка, о чем узнает Настя. Она бежит в больницу, чтобы образумить подругу: в свое время Настя делала аборт и теперь не может забеременеть. | 25 ноября 2020    |
| 17      | Даша сообщает родным о беременности и уходит из дома. Макар заканчивает отношения с Ярославой. Яся с трудом переносит разрыв: она напивается и перестает себя контролировать. Валя не может выбрать между Костей и Макаром. Что бы она не решила, кто-то обязательно будет несчастным. Настя узнает правду о Даше и Леше. | 26 ноября 2020    |

### Сезон 2 (2023)
| № серии | Описание серии | Дата выхода серии |
| ------- | --- | ----------------- |
| 1 (18)  | С момента событий первого сезона прошло 4 месяца. Валя и Макар встречаются, но Валя не готова афишировать их отношения, что приводит к ссоре. Настя пытается построить новые отношения. У Яси депрессия после ухода из школы и проведенной с Елисеем ночи. Помочь берется Натусик. Костя и Леха живут вместе и пытаются избавиться от сломавшей им жизнь зависимости. | 18 сентября 2023  |
| 2 (19)  | Валя знакомится с парнем Насти Сеней и видит, что подруга изменилась до неузнаваемости ради этих отношений. Даша, несмотря на беременность, пытается устроить личную жизнь. Ярослава откровенно разговаривает с Елисеем о произошедшем. | 18 сентября 2023  |
| 3 (20)  | Из-за нового заместителя мэра у Макара проблемы с бизнесом. А тут еще все женщины семьи Иванько как с цепи сорвались: мама Вали сама приходит знакомиться, Даша пытается соблазнить, а Валя придумывает ему командировку, чтобы не знакомить с семьей. | 19 сентября 2023  |
| 4 (21)  | Марго восстанавливается в должности директора и начинает мстить Макару и Вале, распуская слухи. Сеня начинает подозревать проблемы в их с Настей сексуальной жизни и решается на отчаянный шаг. Елисей узнает про отношения Вали и Макара. Костя и Леха уходят в "контролируемый" запой, который выходит из под контроля.                                             | 20 сентября 2023  |
| 5 (22)  | Валя хочет помирить Макара с Елисеем, но не совсем удачно подбирает место предстоящего диалога. Даша, охотясь за очередным статусным женихом, попадает на митинг экологов. Алла Сергеевна решает, что на нее навели порчу и сбегает на кладбище. На помощь приходит Настя.                                                                                            | 21 сентября 2023  |
| 6 (23)  | Валя готовится к совместной жизни с Макаром. Леха решает проследить за новым парнем Насти и случайно заводит с ним дружбу. Яся пытается разобраться в себе с помощью высших сил. Разговор Аллы Сергеевны с бабушкой заканчивается катастрофой. | 25 сентября 2023  |
| 7 (24)  | Вале в новинку жизнь с мужчиной, она так хочет быть идеальной, что перебарщивает с этим. Яся ищет себя в бизнесе, а Натусик осваивается в роли матери. У Макара проблемы, что не может не сказываться на личной жизни. | 26 сентября 2023  |
| 8 (25)  | Алла Сергеевна и бабушка делят территорию. Леха хочет поговорить с Семой и рассказать ему правду об их с Настей прошлом. Валя с Макаром решают поэкспериментировать в постели, а точнее, за партой. | 27 сентября 2023  |
| 9 (26)  | Яся с Натусиком начинают совместный бизнес. Настя не может решить между Сеней и Лехой, и приходит поговорить с Костей. Макар рассказывает Вале о бывшей жене и своем прошлом. | 28 сентября 2023  |
| 10 (27) | Проблемы Макара в бизнесе усугубляются, его вызывают на допрос. Валя хочет его разговорить, но перебарщивает с алкоголем. Лëха и Костя ссорятся, и Лëха вынужден теперь жить в машине. Настя отправляется на романтический уикенд в спа-отель с Сеней. Яся устраивает откровенную фотосессию.                                                                         | 2 октября 2023    |
| 11 (28) | Изрядно выпившие Макар и Валя едут в стриптиз-клуб «спасать» Костю. Настя не оставляет попыток разжечь страсть в их с Сеней отношениях. А Яся пытается избавиться от доли Елисея в бизнесе и просит помощи у Сапрыкина. | 3 октября 2023    |
| 12 (29) | Макар в ярости от приезда Леры. Её вызвали в Следственный комитет как совладельца бизнеса. Валя решает какое-то время пожить с мамой. А Даша пытается наладить личную жизнь, которую ей опять портит Лëха. | 4 октября 2023    |
| 13 (30) | Валя пытается соперничать с Лерой и втягивает в это Настю. Но Настя неожиданно попадает под обаяние Леры. Яся хочет проучить Елисея, но сама попадает на «крючок». А Леха идет ва-банк, пытаясь вернуть Настю. | 5 октября 2023    |
| 14 (31) | У Насти День рождения. Сеня приготовил для нее романтический уикенд на даче, но Настя зовет туда кучу народа. Среди них приезжают и те, кого она не ожидала увидеть. Валя спасает Костю от падения на дно. А Яся устраивает охоту на Матрешкину. | 9 октября 2023    |
| 15 (32) | Все едут на дачу разными маршрутами. Макару и Лере, наконец, приходится нормально поговорить. Валя и Костя предаются воспоминаниям на заправке. Герои собираются на даче, где вдруг вспыхивает конфликт. | 10 октября 2023   |
| 16 (33) | Ситуация с бизнесом у Макара не решается, он просит помощи у своего друга-прокурора. Валя переживает, что от нее скрывают правду, и начинает свое расследование, но получает неверную информацию. Настя мучается чувством вины и пытается поговорить с Сеней. | 11 октября 2023   |
| 17 (34) | Валя в расстроенных чувствах пытается отвлечься работой, но это не помогает. Она на эмоциях плачет в жилетку Косте. Яся отправляется на консультацию к женскому практику. Леха опять мешает свиданию Даши. Алла Сергеевна ищет пропавшую бабушку. | 12 октября 2023   |
| 18 (35) | Макар пытается исправить ошибку, но устраивает драку с Костей. План Насти по выводу Вали из депрессии проваливается, и они вместе с Ясей отправляются заливать горе в клуб. Леха во всем признается Сене. | 16 октября 2023   |
| 19 (36) | Валя, Настя и Яся отрываются в клубе, отключив телефоны. Их никто не может найти. Костя помогает Макару уехать из города. Вадим делает Даше очень выгодное предложение. А Леха уверен, что Настя уже готова вернуться к нему. | 17 октября 2023   |
| 20 (37) | Макар в СИЗО. Валя пытается ему помочь, но не хочет с ним разговаривать о личном. Яся волнуется за Елисея, который рвется дать взятку полиции. Неожиданно открывается неприятная правда о Лере. А Настя никак не может понять, что ей выбрать — журавля или синицу.                                                                                                   | 18 октября 2023   |
| 21 (38) | После всех событий Макар уходит в запой, а Валя — в работу. Яся становится жертвой хейта. А Настя, наконец, должна выбрать между Лехой и Сеней. | 19 октября 2023   |

### Сезон 3 (2024)
| № серии | Описание серии | Дата выхода серии |
| ------- | -------------- | ----------------- |

## Отзывы
Телесериал получил смешанные отзывы кинокритиков.